# 新海浜水泳場
新海浜水泳場（しんがいはますいえいじょう）は、日本の滋賀県彦根市新海町地先に所在した琵琶湖に面した水泳場（湖水浴場）。彦根市営であったが2024年（令和6年）に市議会で「彦根市水泳場の設置および管理に関する条例を廃止する条例案」が可決され、松原水泳場とともに廃止されることになった。

## 特徴
琵琶湖国定公園指定区域（第2種特別地域）に属する新海浜は、彦根市と東近江市の境界線をなす愛知川の、河口北岸近くに形成された白砂の浜で、浜堤は植樹された松が林をなしている。
景観に恵まれ、遠浅で水質も良い新海浜水泳場は、夏の間、家族連れの遊泳客で賑わった。子供用遊戯施設を含む多目的公園施設である都市公園湖岸緑地（通称：琵琶湖湖岸緑地、ほか。正式名称：湖岸緑地 新海薩摩地区）と隣接しているが、火気使用禁止区域である新海浜水泳場に対して湖岸緑地側は使用可能となっており、バーベキューなどを楽しみたい人には後者が場を提供している。
2024年（令和6年）に市議会で「彦根市水泳場の設置および管理に関する条例を廃止する条例案」が可決されたため市営の水泳場としては廃止されたが、彦根市議会（市民産業建設常任委員会）で市は湖水浴をしてはいけないということではないとしており、ライフセーバーなどはいないので自己責任での利用をお願いするとしている。

## 年表
- ????年[いつ?]：新海浜水泳場の開所。
- 1950年（昭和25年）7月24日：琵琶湖を中心とする複数地域が日本初の国定公園である琵琶湖国定公園に指定され、新海浜を含む新海町の一部は第2種特別地域となる[4]。
- 2024年（令和6年）：水泳場の廃止が発表される[3]。

## 位置情報
- 北緯35度13分01.1秒 東経136度07分11.7秒 / 北緯35.216972度 東経136.119917度
- 新海浜水泳場 - 地理院地図
- 滋賀県彦根市新海町地先（新海浜水泳場） - Google マップ

- 注意：Googleマップは正しく表示されていない。

## 交通アクセス
鉄道路線
- JR西日本 琵琶湖線（東海道本線）稲枝駅で下車し、自動車で約15分[1]。

自動車道
- 名神高速道路 彦根ICから国道8号経由、自動車で約40分[1]。

## 近隣の水泳場
- （北東方向） ←　松原水泳場（彦根市内）　-　新海浜水泳場　-　宮ヶ浜水泳場（近江八幡市内）　→ （南西方向）